# パウル・ヴィルヘルム・ケラー＝ロイトリンゲン
パウル・ヴィルヘルム・ケラー＝ロイトリンゲン（Paul Wilhelm Keller-Reutlingen、1854年2月2日 - 1920年1月10日）は、ドイツの風景画家、風俗画家である。姓のロイトリンゲンは同時代の画家に、同姓同名などの区別などの目的で出身地を姓に付加したのと同趣旨の「ペンネーム」である。

## 略歴
南ドイツのロイトリンゲンに生まれた。1868年にロイトリンゲンの実業学校を卒業した後、シュトゥットガルトのアドルフ・クロースに木版画を学んだ。1872年からシュトゥットガルトの美術学校で、ベルンハルト・フォン・ネーアー(Bernhard von Neher）に学び、1873年からミュンヘン美術院でザイツ（Otto Seitz）に学んだ。1874年からはシュトゥットガルトでヘーバーリン（Carl von Häberlin）の絵画クラスで学び、1875年から1年間、ウルムで兵役についた後、1876年から1879年の間、イタリアに滞在し、ヴェネツィア、フィレンツェ、ローマ、ナポリ、カプリを訪れた。帰国後はミュンヘンに近い、フュルステンフェルトブルックに住んだ。1898年に女優のヴェッチェル（Albertine Wetzel）と結婚し、1899年にミュンヘン美術院の教授となり1902年からミュンヘンで暮らした。
1893年にミュンヘン分離派の創立メンバーとなり、ミュンヘンのガラス宮殿で開かれる展覧会や分離派の展覧会、ベルリンの国際展覧会に出展した。ケラーの作品はミュンヘンの美術館、ノイエ・ピナコテークや、シュトゥットガルトやフランクフルトの美術館に収められている。雑誌「Jugend」の挿絵や絵葉書の絵も描いた。

## 作品

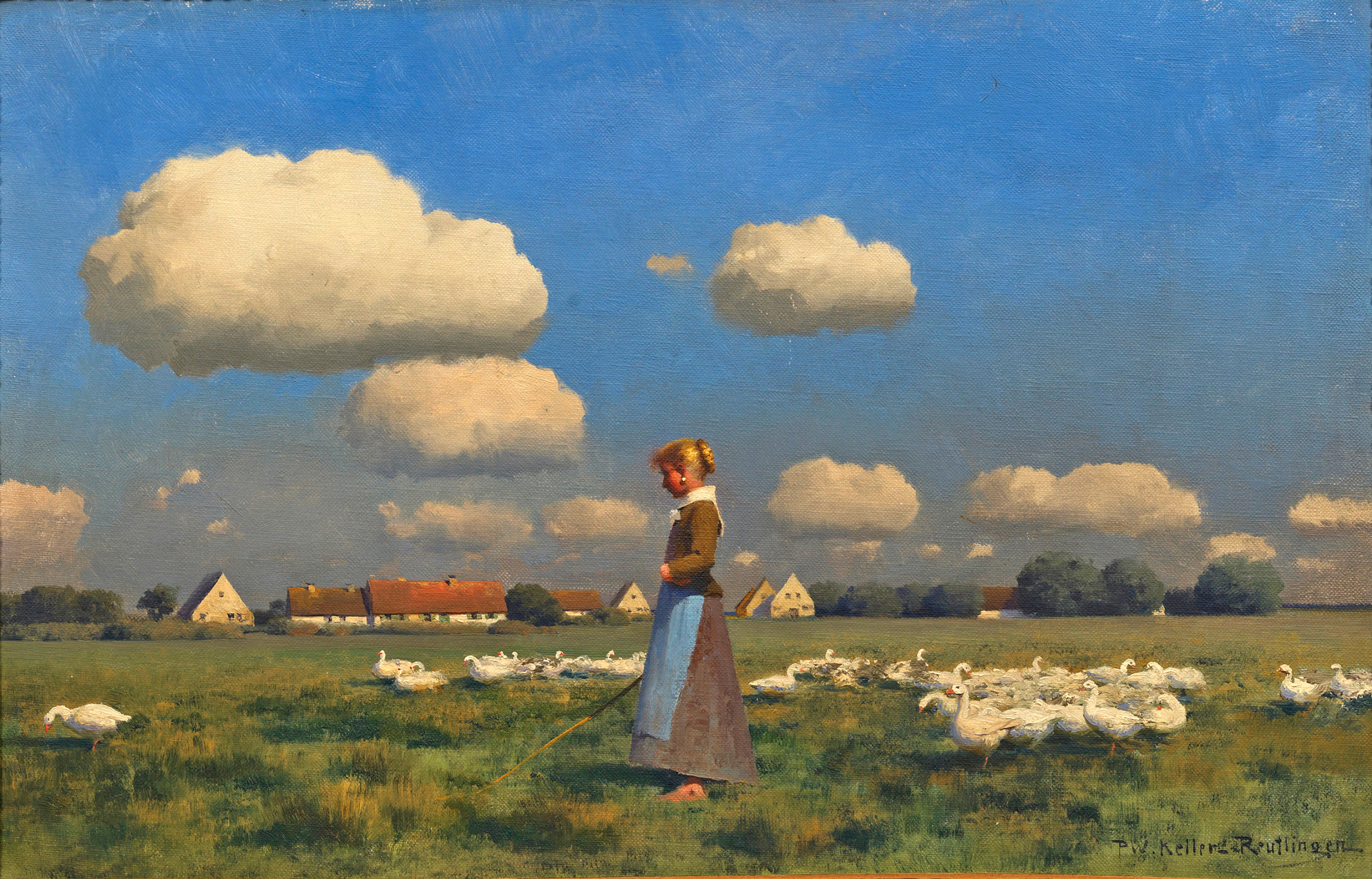
牧場のガチョウ飼いの少女(1920以前)
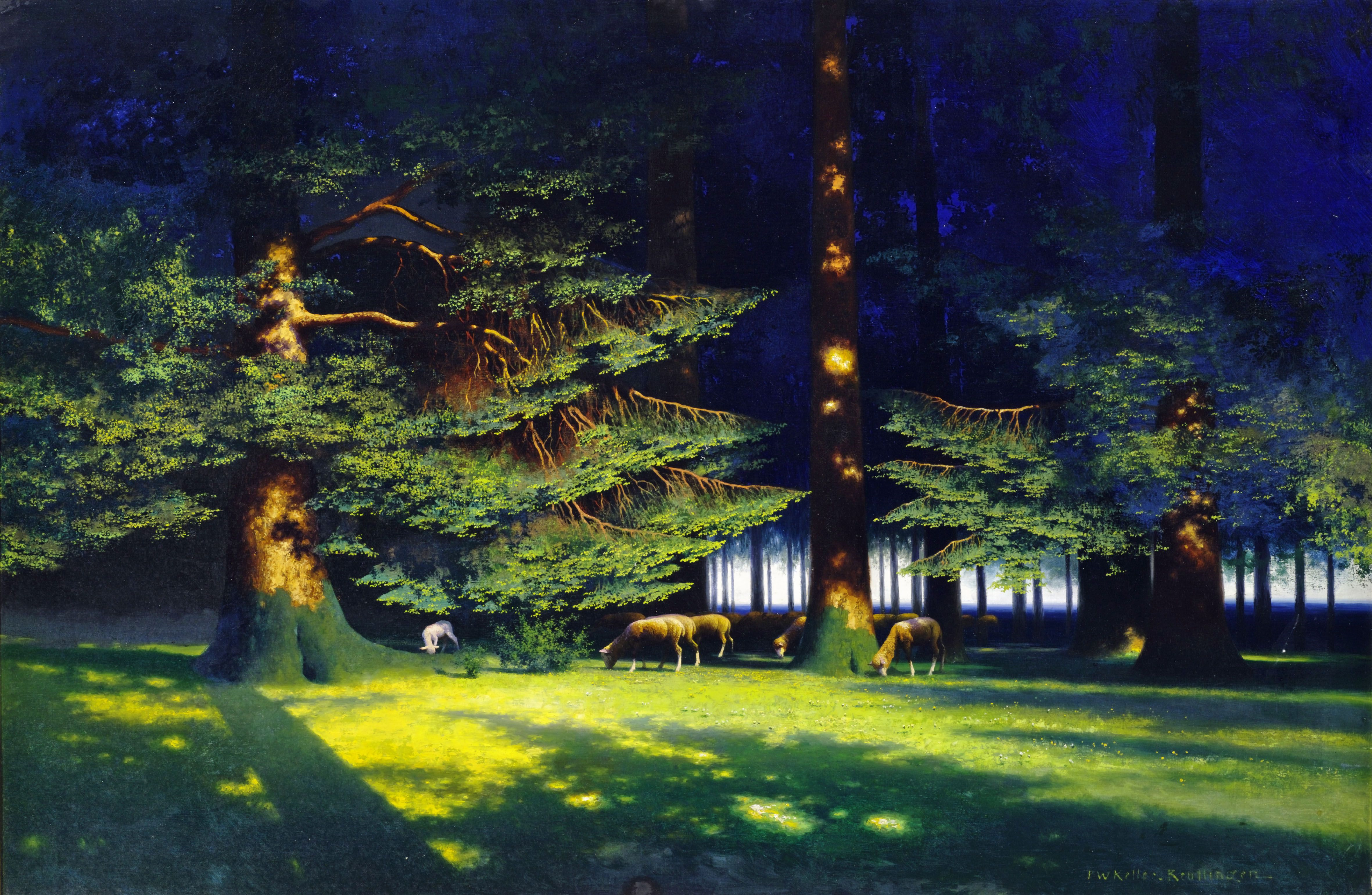
夕暮れの羊の群れ
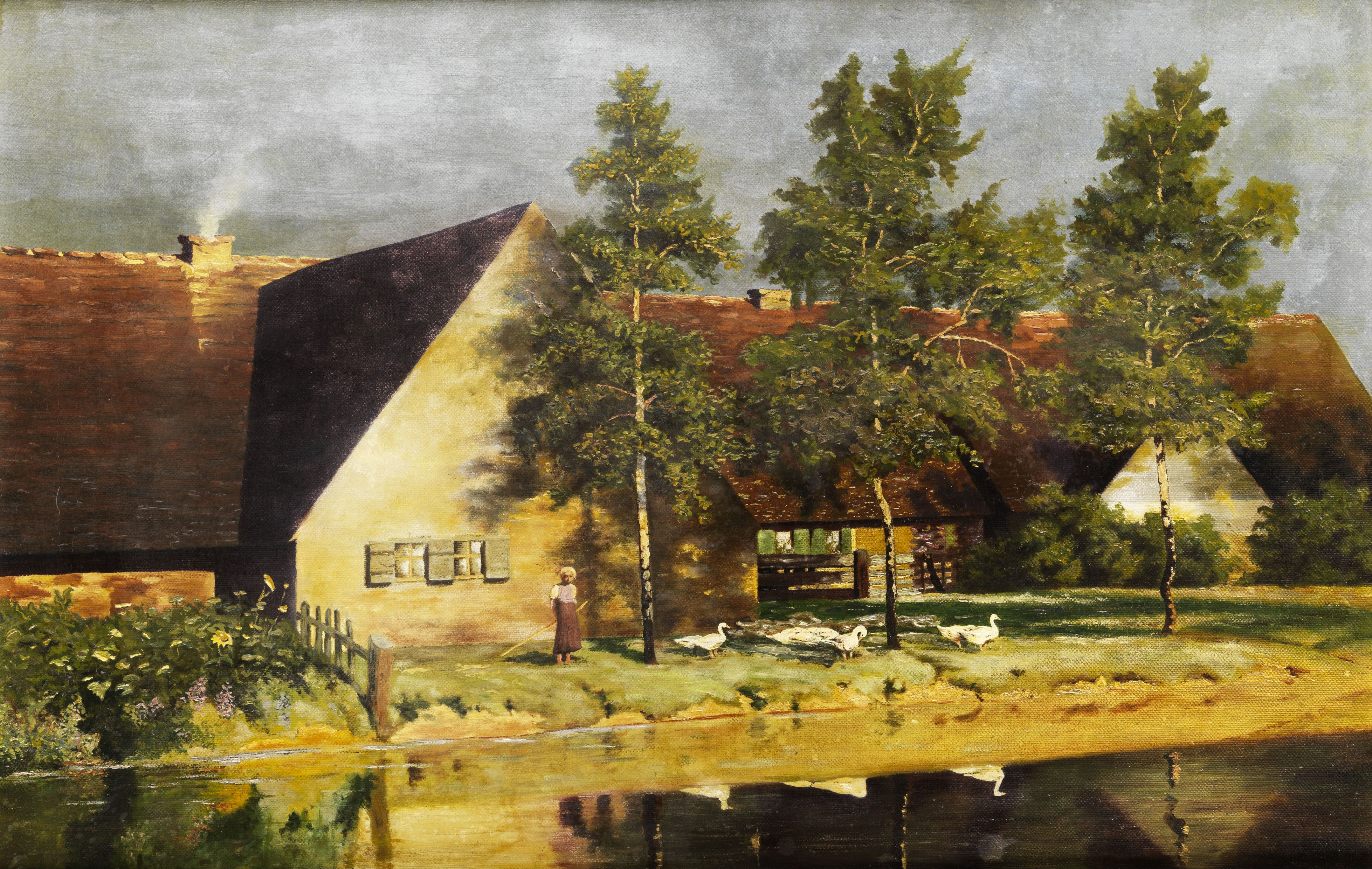
農場のガチョウ飼い
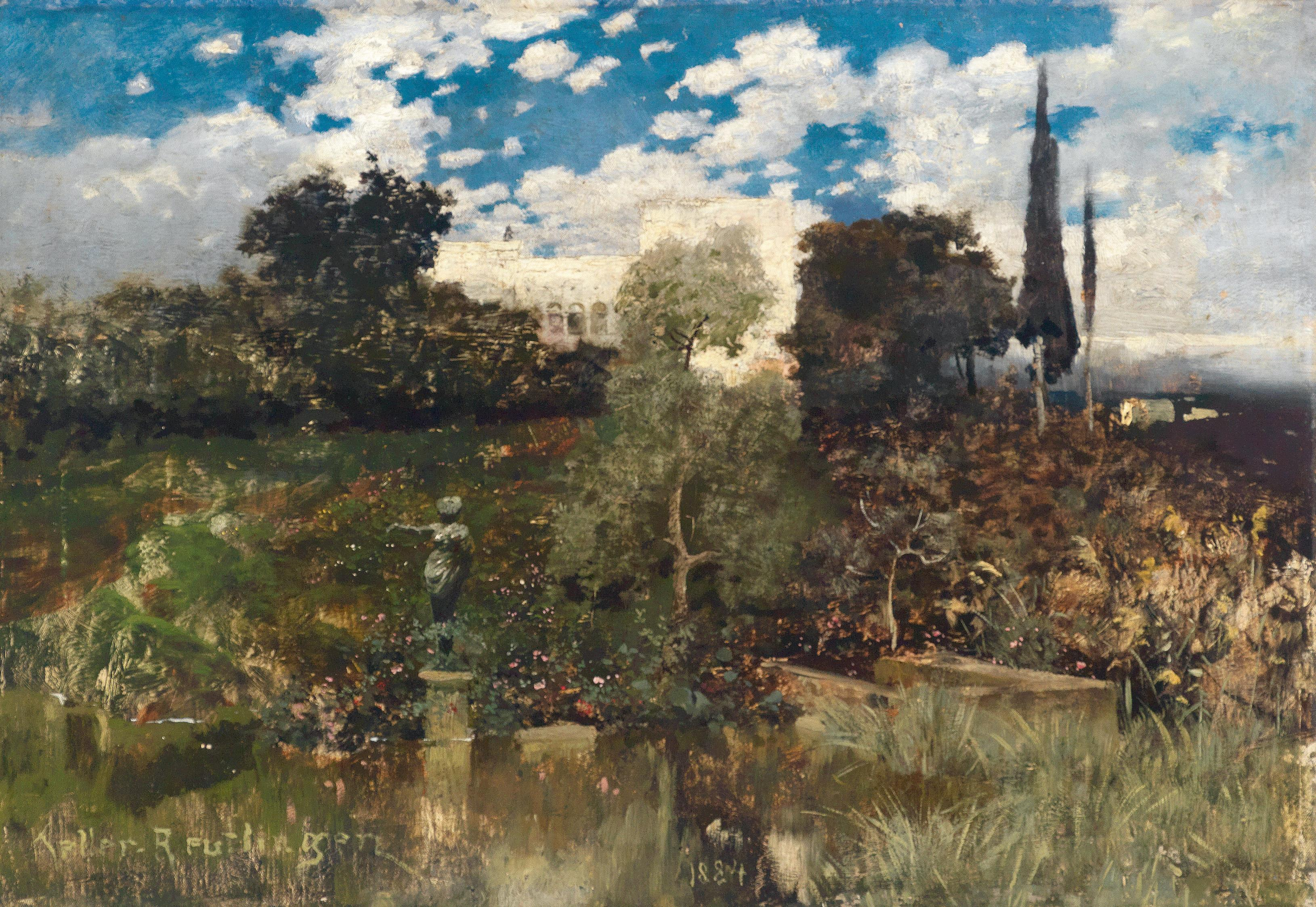
イタリアの風景(1884)
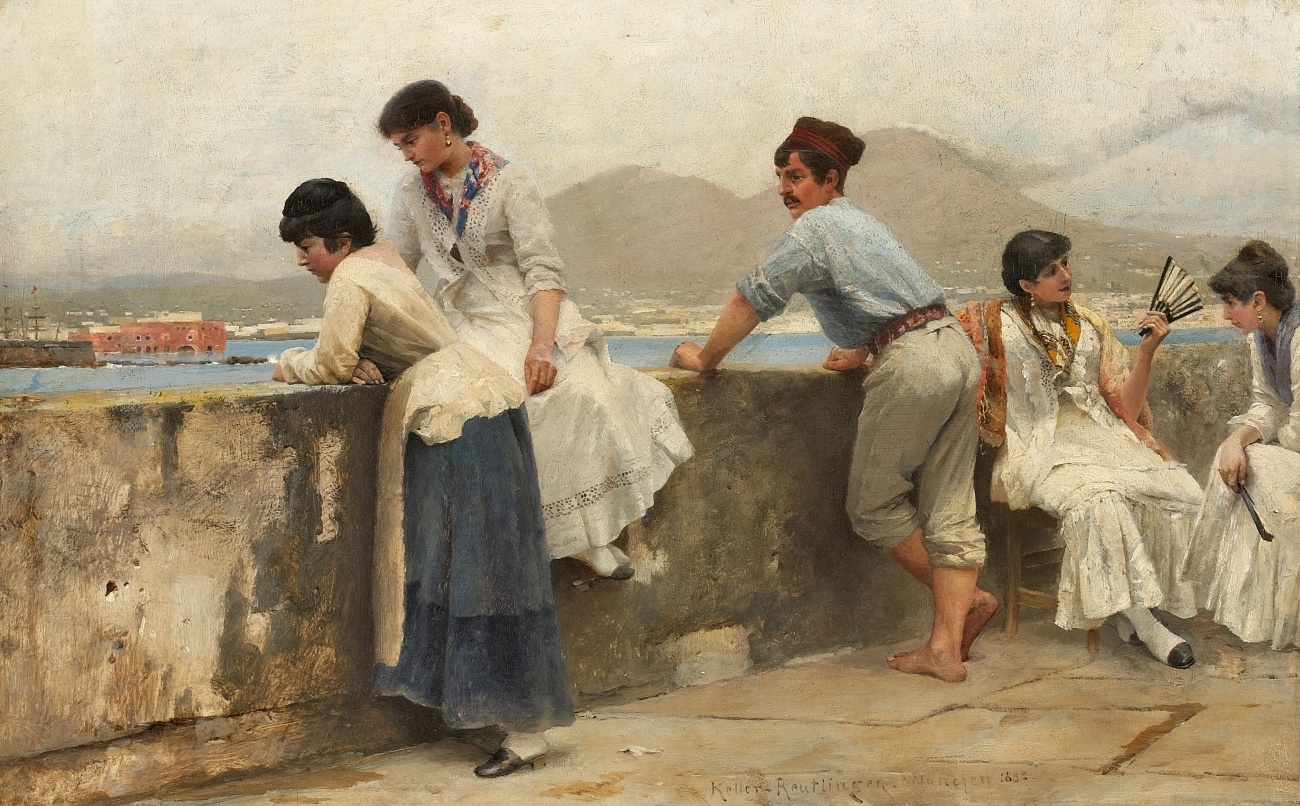
ナポリ湾の若いイタリア人(1887)
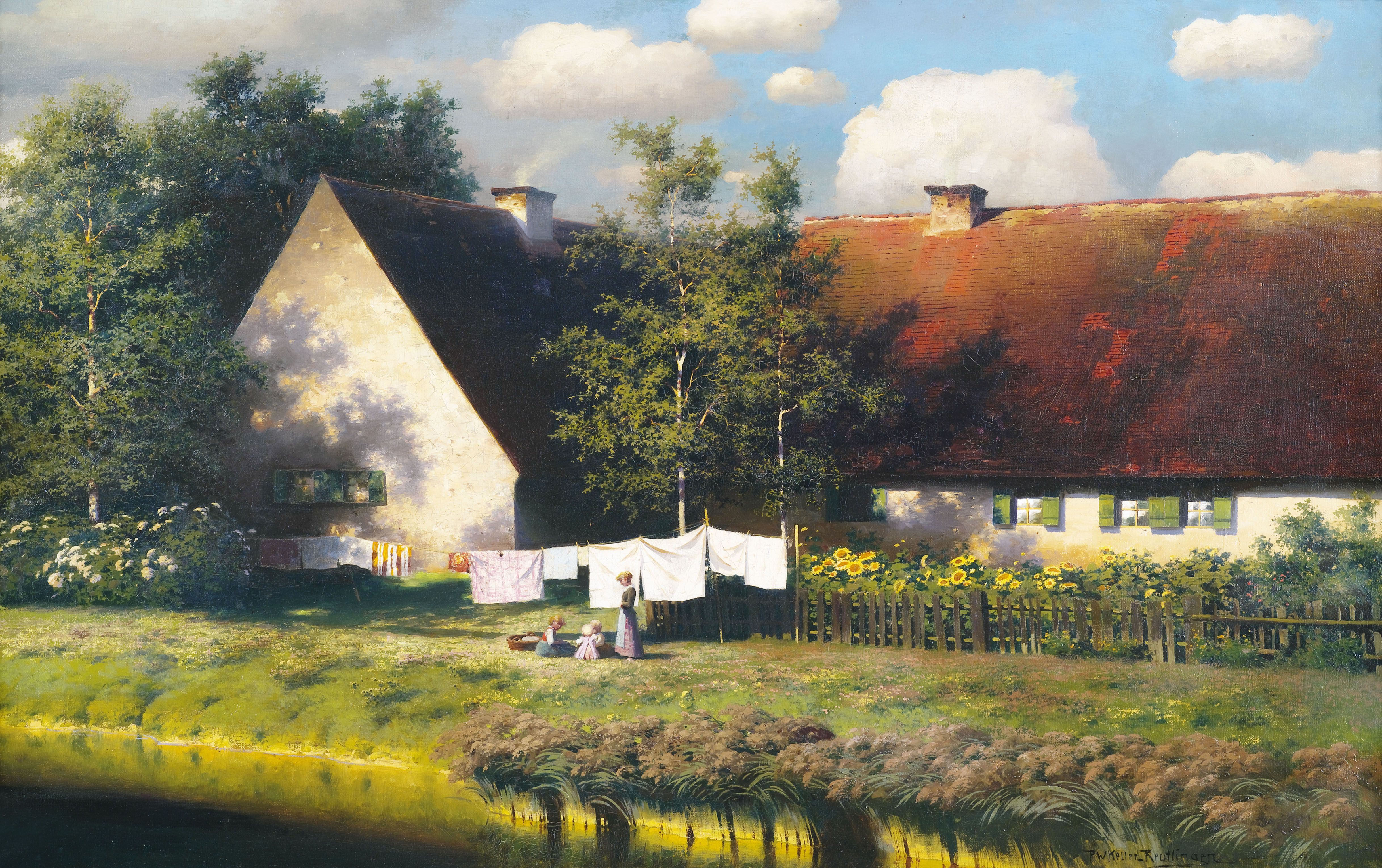
夏の牧草地